# Totegegie
Totegegie es un motu o islote de arena que se encuentra en la parte noreste del archipiélago de las Islas Gambier en la Polinesia Francesa.
El nombre de Totegegie resulta de la combinación de dos palabras en Mangareva, la lengua local (que toma su nombre de Magaréva, la isla principal del archipiélago) Tote, que significa un islote de arena sobre un arrecife (equivalente al Motu Polinesio) y Gegie, que es el nombre de un pequeño arbusto típico de los atolones.

## Aeropuerto
Es en este arrecife se encuentra el aeropuerto del archipiélago, que es también el único edificio que se encuentra en Totegegie (IATA: GMR • Código ICAO: NTGJ) este se encuentra a 1652 kilómetros de Tahití, y se clasifica como pista de aterrizaje o aerodrómo territorial (aérodrome territorial).